# Астанавитесь

Фраза появилась в видеообращении экс-президента Украины Виктора Януковича к новым властям Украины и её народу

Астанавитесь (от рус. Остановитесь, также укр. Астанавітєсь) — интернет-мем комического характера, сформировавшийся после произнесения одноимённой фразы в видеообращении экс-президента Украины Виктором Януковичем к президенту Украины Петру Порошенко, опубликованном СМИ 13 июня 2014 года.

## История

### Фразы Януковича
На пресс-конференции в Ростове-на-Дону 28 февраля 2014 года Виктор Янукович, покинувший Украину в результате отстранения от власти в феврале 2014 года, обратился ко всем «участникам беспредела» со словами «остановитесь, пока не поздно, пока ещё можно вернуть ситуацию под контроль».
21 апреля 2014 года российские информационные агентства опубликовали очередное заявление Януковича, в котором беглый политик предостерёг «тех, кто считает себя властью в Киеве» от кровопролития: «кровь не смывается. Остановитесь! — процитировали СМИ Януковича — Применение вами оружия на востоке Украины уже ничего не изменит. Люди оскорблены. Вы назвали миллионы людей террористами. У людей уже нет другого пути, кроме борьбы за свои права, свою жизнь и своих детей».
12 июня 2014 года Янукович записал видеообращение, адресованное президенту Украины Петру Порошенко, опубликованное 13 июня, в котором он был разочарован и возмущен тем, что АТО на Востоке не прекратилась сразу после инаугурации Порошенко, обвинил его в отдаче «преступных приказов» и призвал украинскую армию не выполнять их. В завершении своего выступления Янукович эмоционально воскликнул: «Остановитесь!».

### Развитие мема
Мем породил сетевое постфольклорное творчество:32. Наиболее частым форматом представления мема в сети стал стоп-кадр из видеообращения Януковича, опубликованного 13 июня 2014 года, с текстом «Астанавитесь».
16 августа 2020 года президент Белоруссии Александр Лукашенко на фоне протестов в Белоруссии в ходе выступления на митинге в Минске перед своими сторонникам, обращаясь к белорусам, сказал: «Я вам напоминаю, нельзя это повторить. Остановитесь! Не убивайте свое будущее, будущее своих детей». Ряд СМИ оценил фразу «Остановитесь!» в исполнении Лукашенко как повторение «легендарной фразы Януковича»
Украинская музыкальная группа Estradarada выпустила видеоклип «Вите надо выйти», слова которого «остановите» — «Вите надо выйти» ряд СМИ связывали с фразой Януковича и мемом «Астанавитесь». Однако руководитель группы Александр Химчук в интервью «Комсомольской правде в Украине» опроверг, что закладывал смысл с фразой Януковича в текст этой песни.
В 2020 году в украинском сегменте Facebook мем «Астанавитесь» был репродуцирован на 45-го президента США Дональда Трампа, стремление сохранить власть до последнего которого в призме данного мема сравнивалось с упорством Януковича.
В связи с протестами в Казахстане в 2022 году, а также благодаря созвучию фразы с предыдущим названием столицы Казахстана, мем «Астанавитесь» стал использоваться по отношению к Нурсултану Назарбаеву и Касым-Жомарту Токаеву.

## Оценки
Украинский культуролог Ж. З. Денисюк считает мем одним из ярких примеров происхождения из сугубо украинского контента:32. Украинский исследователь Г. Кузь считает, что мем характеризует «истерическую и перепуганную реакцию на события»:68.

## Лингвистический анализ
Исследователи Б. Р. Могилевич и А. А. Калинкин считают трансформацию слова «остановитесь» в «астанавитесь» спецификой лексического уровня киберпространства, для которого характерно отсутствие чётких грамматических и орфографических норм, а также специфическое искажением грамматики и орфографии и использованием в письменной речи элементов разговорных тенденций, таких как «аканье».